# Cattaraugus County
Cattaraugus County ist ein County im Bundesstaat New York der Vereinigten Staaten. Bei der Volkszählung im Jahr 2020 hatte das County 77.042 Einwohner und eine Bevölkerungsdichte von 22,7 Einwohnern pro Quadratkilometer. Der Verwaltungssitz (County Seat) ist Little Valley.

## Geographie
Cattaraugus County liegt in der Ebene südöstlich des Eriesees, etwa 100 km südöstlich von Buffalo. Es hat eine Fläche von 3425,2 Quadratkilometern, wovon 36,6 Quadratkilometer Wasserfläche sind. Der wichtigste Wasserlauf ist der Allegheny River, der das Gebiet in einer Schleife, aus Pennsylvania kommend und dorthin wieder zurückfließend, durchquert. Wichtige Straßenverbindungen sind der Interstate 86 und die New York State Route 394.
In der Ebene, auf der das County liegt, wurde die erste Ölquelle auf amerikanischem Boden gefunden, die industriell genutzt wurde. Sie gehört zu einem Ölvorkommen, das sich in erster Linie unter den östlich gelegenen Towns Ellicottville, Franklinville und Lyndon befindet.

### Umliegende Gebiete
|                    | Erie County | Wyoming County  |
| Chautauquay County |             | Allegany County |
| Warren County      |             | McKean County   |

## Geschichte
Das Gebiet des heutigen Cattaraugus County war in der Zeit vor der Landnahme durch die Europäer das Siedlungsgebiet mehrerer Indianerstämme, die seit etwa 8000 vor der Zeitenwende dort lebten. Zu ihnen gehörten, neben einer Reihe nicht mehr bekannter Stämme, einzelne Gruppen von Irokesen. Im Bereich des Cattaraugus County war dies der Stamm der Seneca, die den Landstrich bewohnten. Aus ihrer Besiedlung sind eine große Zahl von Funden, insbesondere Grabhügel, aber auch mutmaßliche Siedlungsplätze, überliefert. In allen Siedlungen des Countys wurden Relikte dieser Zeit entdeckt. Über die Stämme, die vor den Seneca den Landstrich bewohnten, gibt es keine Überlieferungen.
Da die Holländer, die an der Atlantikküste mit New Amsterdam, dem heutigen New York City, einen großen Handels- und Expeditionsstützpunkt aufgebaut hatten, zunächst den Hudson nach Norden und später den Mohawk River nach Westen erkundeten und so die große Ebene zwischen den Green Mountains und den Großen Seen, in der die Irokesen lebten, kam es zunächst nur zu wenigen Kontakten mit den europäischen Kolonisten, die sich zudem auf – meist kriegerische – Zusammentreffen im Bereich der großen Seen beschränkten. Es gab aber bereits erste Interessenten für den Ankauf großer Landflächen in diesem Gebiet, insbesondere durch Handelsgesellschaften. Nach Übernahme der holländischen Territorien durch die Briten im Jahr 1664 wurden die Inbesitznahme der Ebenen verstärkt; einer der Gründe dafür war eine Beschwerde des Gouverneurs von Virginia an Thomas Duncan, den Kolonialgouverneur New Yorks. In dieser Beschwerde von 1684 wird Duncan aufgefordert, gegen Überfälle vorzugehen, die von Stämmen auf seinem Gebiet gegen französische Jesuiten durchgeführt wurden. Erste Verkäufe der Regierung von großen Landstrichen an Handelsgesellschaften, aber auch konkurrierende Verkäufe von Ländereien von Indianerstämmen an konkurrierende Handelsgesellschaften, die sich zum Teil überschnitten und daraus folgende Streitigkeiten zwischen Handelsgesellschaften, Regierung und Irokesen (deren Stämme nicht einheitlich hinter den Verkäufen standen) waren die Folge.
So wurden die Ebenen erst um 1800 verwaltungstechnisch durch den Staat New York erfasst und im Laufe der nächsten rund fünfzig Jahre in immer kleinere Verwaltungsstrukturen unterteilt. So entstand Cattaraugus County am 11. März 1808 als eigenständige Verwaltungseinheit aus dem Genesee County. 1812 wurden seine östlichen Anteile an das Allhegany County – für die Verwaltung der großen Fläche waren zu wenige Siedler niedergelassen – ausgegliedert. Erst 1817 wurde mit 500 Personen die Mindestanzahl an Steuerpflichtigen erreicht, um Cattaraugus County zu einem vollwertigen Mitglied im Senat von New York zu machen.
Drei Nebenwege der Underground Railroad, einer Reihe von Fluchrouten für Sklaven aus den Südstaaten nach Kanada, die mit festen Versorgungseinrichtungen, im Abstand von 15 bis 25 Kilometern ausgerüstet waren, führten über das Gebiet Cattaraugus Countys. Allerdings waren die Hauptrouten westlich am Eriesee bis Buffalo und östlich entlang dem Hudson River bis Rochester zu finden; die Fluchtwege durch Cattaraugus wurden vergleichsweise selten genutzt.
Die Town of Elko, die am 26. November 1890 gegründet worden war, ist 1965 bei Anstau des Alleghany Reservoir nach der Fertigstellung des Kinzua-Staudamms untergegangen. Die nicht gefluteten Bereiche wurden Coldspring zugeschlagen. Da sie größtenteils im Areal des Allegany State Park liegen sind sie heute unbewohnt. Beim Anstau wurden ebenso Teile der Allegany Reservation überschwemmt.

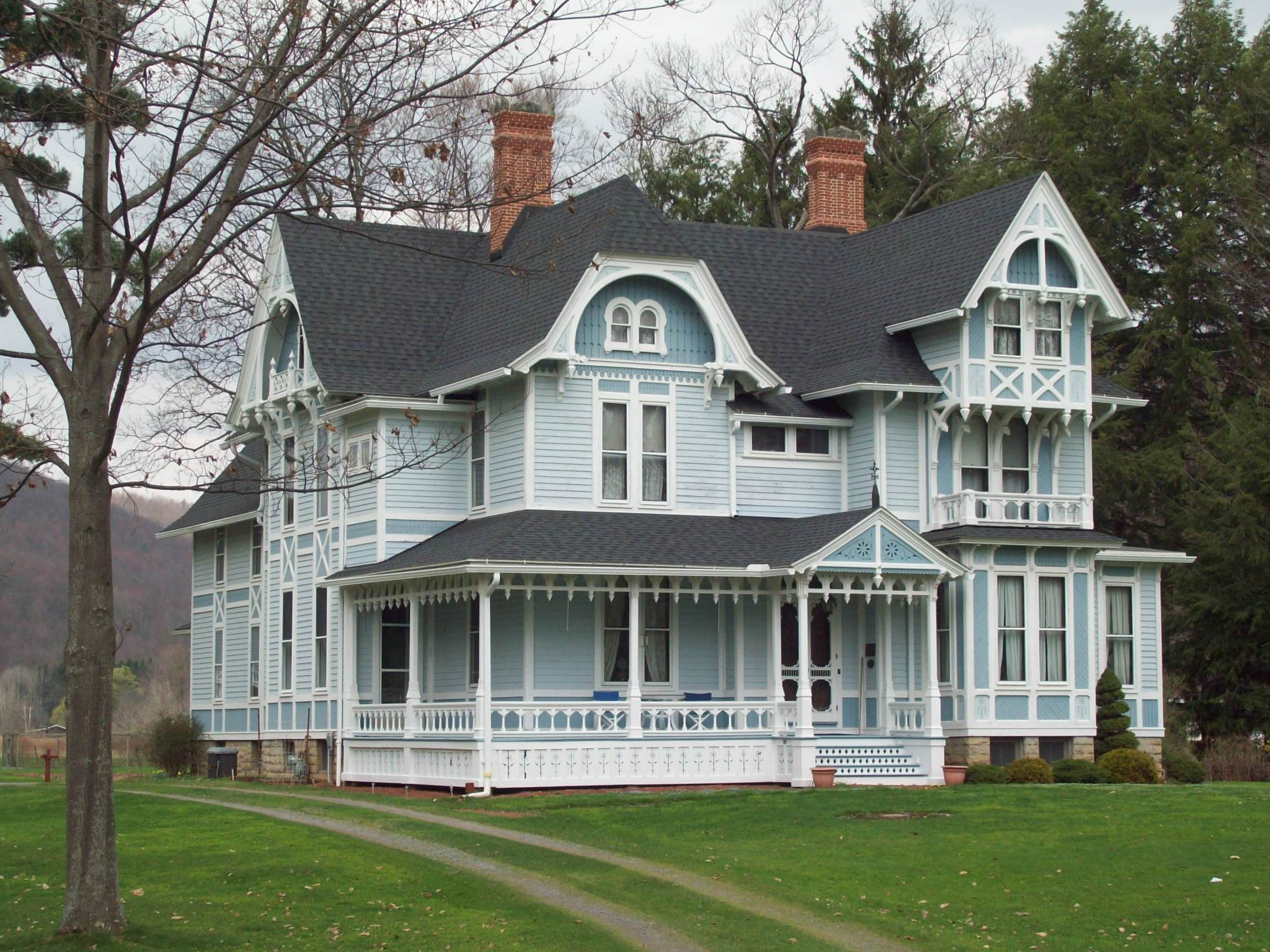
Das im National Register of Historic Places eingetragene William E. Wheeler House

34 Bauwerke und Stätten des Countys sind im National Register of Historic Places eingetragen (Stand 18. Februar 2018).

### Einwohnerentwicklung
| Jahr      | 1800   | 1810   | 1820   | 1830   | 1840   | 1850   | 1860   | 1870   | 1880   | 1890   |
| --------- | ------ | ------ | ------ | ------ | ------ | ------ | ------ | ------ | ------ | ------ |
| Einwohner |        |        | 4.090  | 16.724 | 28.872 | 38.950 | 43.886 | 43.909 | 55.806 | 60.866 |
| Jahr      | 1900   | 1910   | 1920   | 1930   | 1940   | 1950   | 1960   | 1970   | 1980   | 1990   |
| Einwohner | 65.643 | 65.919 | 71.323 | 72.398 | 72.652 | 77.901 | 80.187 | 81.666 | 85.697 | 84.234 |
| Jahr      | 2000   | 2010   | 2020   | 2030   | 2040   | 2050   | 2060   | 2070   | 2080   | 2090   |
| Einwohner | 83.955 | 80.317 | 77.042 |        |        |        |        |        |        |        |

## Städte und Gemeinden
| Ortschaft               | Status      | Einwohner (2010) | Gesamte Fläche [km²] | Landfläche [km²] | Bevölkerungsdichte [Einwohner / km²] | Gründung      | Besonderheit                                        |
| ----------------------- | ----------- | ---------------- | -------------------- | ---------------- | ------------------------------------ | ------------- | --------------------------------------------------- |
| Allegany                | Town        | 8.004            | 185,4                | 183,7            | 43,6                                 | 18. Apr. 1831 | Gründungsname: Burton                               |
| Allegany Reservation    | Reservation | 1.020            | 113,1                | 94,0             | 10,9                                 |               |                                                     |
| Ashford                 | Town        | 2.132            | 134,4                | 134,0            | 15,9                                 | 16. Feb. 1828 |                                                     |
| Carrollton              | Town        | 1.297            | 109,7                | 109,6            | 11,8                                 | 9. März 1842  |                                                     |
| Cattaraugus Reservation | Reservation | 38               | 15,6                 | 15,1             | 20,7                                 |               | liegt grenzübergreifend z. T. in Chautauquay County |
| Coldspring              | Town        | 663              | 134,7                | 133,3            | 5,0                                  | 20. März 1837 |                                                     |
| Conewango               | Town        | 1.857            | 93,6                 | 93,5             | 19,9                                 | 20. Jan. 1823 |                                                     |
| Dayton                  | Town        | 1.886            | 93,6                 | 92,0             | 20,5                                 | 7. Feb. 1835  |                                                     |
| East Otto               | Town        | 1.062            | 104,6                | 103,8            | 10,2                                 | 30. Nov. 1854 |                                                     |
| Ellicottville           | Town        | 1.598            | 117,0                | 116,8            | 13,7                                 | 13. Apr. 1820 |                                                     |
| Farmersville            | Town        | 1.090            | 124,2                | 123,9            | 8,8                                  | 29. März 1821 |                                                     |
| Franklinville           | Town        | 2.990            | 134,6                | 134,2            | 22,3                                 | 16. Juni 1812 | Gründungsname: Hebe                                 |
| Freedom                 | Town        | 2.405            | 107,0                | 106,2            | 22,7                                 | 13. Apr. 1820 |                                                     |
| Great Valley            | Town        | 1.974            | 128,6                | 128,6            | 15,4                                 | 15. Apr. 1818 |                                                     |
| Hinsdale                | Town        | 2.168            | 100,4                | 100,3            | 21,6                                 | 14. Apr. 1820 |                                                     |
| Humphrey                | Town        | 687              | 96,2                 | 96,2             | 7,1                                  | 12. Mai 1836  |                                                     |
| Ischua                  | Town        | 859              | 83,9                 | 83,9             | 10,2                                 | 7. Feb. 1846  | Gründungsname: Rice                                 |
| Leon                    | Town        | 1.365            | 93,8                 | 93,7             | 14,6                                 | 24. Apr. 1832 |                                                     |
| Little Valley           | Town        | 1.740            | 77,2                 | 77,1             | 22,6                                 | 10. Apr. 1818 | County Seat                                         |
| Lyndon                  | Town        | 707              | 86,2                 | 86,1             | 8,2                                  | 24. Jan. 1829 |                                                     |
| Machias                 | Town        | 2.375            | 106,4                | 104,7            | 22,7                                 | 16. Apr. 1827 |                                                     |
| Mansfield               | Town        | 808              | 104,0                | 103,9            | 7,8                                  | 23. Feb. 1830 |                                                     |
| Napoli                  | Town        | 1.248            | 94,7                 | 94,2             | 13,2                                 | 20. Jan. 1823 | Gründungsname: Cold Spring                          |
| New Albion              | Town        | 1.972            | 92,8                 | 92,3             | 21,4                                 | 23. Feb. 1830 |                                                     |
| Oil Springs Reservation | Reservation | 0                | 1,0                  | 1,0              | 0,0                                  |               | liegt grenzübergreifend z. T. in Allegany County    |
| Olean                   | City        | 14.452           | 16,0                 | 15,3             | 944,5                                | 25. Apr. 1893 |                                                     |
| Olean                   | Town        | 1.963            | 77,0                 | 76,7             | 25,6                                 | 11. März 1808 |                                                     |
| Otto                    | Town        | 808              | 85,1                 | 84,8             | 9,5                                  | 29. Jan. 1823 |                                                     |
| Perrysburg              | Town        | 1.626            | 73,9                 | 73,6             | 22,1                                 | 13. Apr. 1814 | Gründungsname: Perry                                |
| Persia                  | Town        | 2.404            | 54,4                 | 54,1             | 44,4                                 | 7. Feb. 1835  |                                                     |
| Portville               | Town        | 3.730            | 93,3                 | 92,2             | 40,5                                 | 27. Apr. 1837 |                                                     |
| Randolph                | Town        | 2.602            | 94,0                 | 93,4             | 27,9                                 | 1. Feb. 1826  |                                                     |
| Red House               | Town        | 38               | 144,7                | 144,2            | 0,3                                  | 23. Nov. 1868 |                                                     |
| Salamanca               | City        | 5.815            | 16,2                 | 15,5             | 374,6                                |               |                                                     |
| Salamanca               | Town        | 481              | 47,6                 | 47,6             | 10,1                                 | 19. Nov. 1854 | Gründungsname: Bucktooth                            |
| South Valley            | Town        | 264              | 96,1                 | 95,4             | 2,8                                  | 2. Apr. 1847  |                                                     |
| Yorkshire               | Town        | 3.913            | 94,3                 | 93,9             | 41,7                                 | 13. Apr. 1820 |                                                     |